# Blues egy trombitásért
A Blues egy trombitásért a  magyar Hobo Blues Band blueszenekar tizenkilencedik nagylemeze, amely a 2003-ban elhunyt Tomsits Rudolfra, a nemzetközi hírű jazztrombitásra emlékszik. A blues-jazz fúziós koncert felvétele 2006. május 13-án készült az Új Színházban a Hobo Blues Band, valamint Tomsits néhány barátja közreműködésével: Babos Gyula, Dés László, Egri János, Fekete-Kovács Kornél, a Hárshegy együttes és Oláh Kálmán lépett fel.

## Számok
1. Nem szeretem a halálos véletlent
2. Adjatok a kutyáknak húst
3. Abandoned Airfields
4. Invitation to the Blues (Meghívás bluesra)
5. Black Wings (Fekete szárnyak)
6. Footprints
7. Nagy utazás
8. A vadászok kivonulása
9. Blues egy trombitásért

## Közreműködők
- Gyenge Lajos – dob
- Földes László – ének
- Hárs Viktor – basszusgitár, nagybőgő, vokál
- Pribil György – gitár
- Varga János – gitár
- Babos Gyula – gitár
- Dés László
- Egri János
- Fekete-Kovács Kornél
- Hárshegy Együttes
- Oláh Kálmán